# Atypus formosensis
Espèce
Atypus formosensis est une espèce d'araignées mygalomorphes de la famille des Atypidae.

## Distribution
Cette espèce est endémique de Taïwan.

## Étymologie
Son nom d'espèce, composé de formos[a] et du suffixe latin -ensis, « qui vit dans, qui habite », lui a été donné en référence au lieu de sa découverte.

## Publication originale
- Kayashima, 1943 :  Spiders of Formosa. Tokyo, p. 1-70.